# Tved (Flensborg)
 For alternative betydninger, se Tved. (Se også artikler, som begynder med Tved)
Tved (dansk) eller Twedt (tysk) er en bebyggelse i Flensborg. Tved ligger cirka 4 kilometer øst for byens centrum i Angel i det nordlige Tyskland. Den var indtil 1910 en selvstændig kommune og hørte under Adelby sogn i Husby Herred i Flensborg Amt. Tved bestod ved siden af den centrale landsby af bebyggelserne Vandløs (tysk Wasserloos), Kavslund (tysk Kauslund, sønderjysk Kåwslunj, inklusive Bloksbjerg) og gårdene Fuglsang (tysk Vogelsang) og Troelsby (tysk Trögelsby, sønderjysk Trøchelsby). Kommunens areal rakte helt op til fjorden ved Solitude. Nabokommuner var Tvedskov, Engelsby, Fruerlund, Tarup, Rylskov, Ves und Munkbrarup (med Mejervig). Tvedskov, Engelsby, og Fruerlund blev også i 1910, Tarup i 1974 indlemmet i Flensborg kommune.
Stednavnet henviser til en bebyggelse ved en skov. Byer med dette navn findes flere steder i Danmark og Sydslesvig. Der findes for eksempel også et Tved ved Tolk i det sydlige Angel. Det angeldanske navn Vandløs betyder sted uden vand og blev senere på nedertysk til Wåterlock, altså vandhul. Kavslund betyder formentlig buskskov.
I dag er Tved omgivet af Engelsbys boligkvarter.